# Keiko O'Brien
Keiko O'Brien (nascuda com a Keiko Ishikawa) és un personatge de l'univers fictici Star Trek, interpretat per l'actriu Rosalind Chao. Introduïda el 1991, és l'esposa civil del membre de la tripulació de la Flota Estel·lar Miles O'Brien (interpretat per Colm Meaney), apareixent ocasionalment en temporades posteriors de la sèrie Star Trek: La nova generació (1987–1994), i més freqüentment com a personatge secundari al llarg de Star Trek: Deep Space Nine (1993–1999), així com en mitjans relacionats com ara novel·les. Els productors la volien com a personatge habitual a Deep Space Nine, però Chao només estava disponible a temps parcial. Keiko va ser presentada com una persona interessada romàntica pel personatge recurrent de la "Next Generation", el cap O'Brien, i les històries que la involucraven amb ella i els fills de la parella van permetre a "Star Trek" expandir la seva narrativa més enllà de les missions espacials setmanals. És botànica professional i esdevé professora a Espai Profund 9, on el seu marit ha estat destinat. És d'ascendència japonesa, cosa que es reflecteix en la cerimònia de matrimoni japoneso-irlandesa de Keiko i Miles, i en la seva observança d'altres tradicions familiars.

## Càsting i aparicions
Keiko és interpretada per l'actriu sinoamericana Rosalind Chao, que va cridar l'atenció del públic per primera vegada interpretant Soon-Lee, l'esposa coreana de Max Klinger, a l'episodi final de M*A*S*H i al seu spin-off AfterMASH. L'actriu Patti Yasutake, que més tard interpretaria la infermera Alyssa Ogawa a "La nova generació", va fer una audició sense èxit per al paper.
Chao també va fer una audició per al paper de Tasha Yar, la cap de seguretat de l'Enterprise de la primera temporada.

### La nova generació
El personatge va ser presentat a l'episodi de la quarta temporada de La nova generació, "Un dia d'en Data", que descriu el seu imminent casament amb Miles –que cancel·la temporalment– com una de les diverses subtrames en què hi participa el personatge principal Data. Les paraules del seu casament es basaven en les del capità Kirk a l'episodi "L'equilibri del terror de la sèrie original de 1966, segons l'escriptor Ronald D. Moore.
El personatge va aparèixer de manera destacada la temporada següent a l'episodi "Desastre", en què dóna a llum el primer fill de Keiko i Miles, Molly a la sala de la tripulació Ten-Forward durant una crisi a tota la nau. Keiko és un personatge central a l'episodi de la sisena temporada "Trapelles", en què es transforma temporalment en una nena i és interpretada per Caroline Junko King.

### Deep Space Nine
A Chao li van oferir un paper a temps complet a Deep Space Nine, que va rebutjar perquè les demandes serien massa extenuants.En canvi, Keiko apareix de manera irregular, centrant-se en l'impacte de la feina de Miles en la relació dels O'Brien. Troba oportunitats limitades per utilitzar la seva experiència botànica i preocupada per les oportunitats educatives a l'estació per a la seva filla i els fills d'altres persones, inicia una escola, on Jake Sisko i Nog també són estudiants.
L'episodi de la primera temporada "In the Hands of the Prophets" mostra Keiko en conflicte amb el líder religiós Vedek Winn pel seu ensenyament de la ciència i una perspectiva secular sobre elements de la fe bajorana de Winn. A l'episodi de la quarta temporada "Body Parts", Keiko i el seu fill no nascut resulten ferits, i per salvar el fetus, es col·loca a l'úter de la Major Kira per portar-lo a terme, com a explicació a la història de l'embaràs de l'actriu Nana Visitor. La parella i la Kira formen una família ad hoc incòmoda durant l'embaràs, fins que neix el seu fill Kirayoshi, a l'episodi de la cinquena temporada "The Begotten". Mentrestant, la Keiko té un paper central a l'episodi de la cinquena temporada "The Assignment", quan és posseïda per una entitat malèvola. Durant la Guerra del Domini al final de la sèrie, la Keiko i els nens són evacuats de la zona de guerra. Després de la guerra, la Keiko i la seva família es traslladen a la Terra, on en Miles serà instructor a l'Acadèmia de la Flota Estel·lar.

### Novel·les
Keiko ha aparegut en més de vint novel·les de Star Trek. Entre elles hi ha The Fall: Revelation and Dust, Warpath, Warped, i The Tempest.

### Joguines
Keiko també es va publicar com a figureta de joguina, Playmates núm. 65121.

## Recepció
Els espectadors i la crítica van tenir reaccions diverses al personatge. Alguns la van criticar com a antipàtica i "malhumorada", basant-se en la seva cancel·lació abrupta (i curta) del seu casament amb Miles, i les seves expectatives domèstiques sobre ell en els episodis de "Deep Space Nine". Apareixent només en 8 episodis de "La nova generació" i 19 episodis de "Deep Space Nine", no va obtenir tant desenvolupament de personatge com els personatges principals, amb un article sobre "The Mary Sue" queixant-se que els seus trets són en gran part una sèrie d'"estereotips culturals, probablement verificats per una sala d'escriptors no asiàtics que realment no estaven segurs de com escriure un personatge asiàtic completament desenvolupat". IndieWire va classificar Keiko com la 14a millor de 17 personatges regulars i recurrents de "The Next Generation". Un article de "Screen Rant" argumentava: "És una lluita trobar raons convincents per les quals Keiko necessitava existir", i que el personatge en general "va fer mal" a "La nova generació".
No obstant això, "To Boldly Go: Essays on Gender and Identity in the Star Trek Universe" argumenta que Keiko i Miles tenen l'única relació reeixida a llarg termini en tot l'univers Star Trek, assenyalant que es van casar a la quarta temporada de "La nova generació", tenen dos fills i encara estan compromesos l'un amb l'altre al final de "Deep Space Nine" després de gairebé una dècada. CBR va elogiar el personatge i la seva relació amb Miles com una representació realista de les tensions que pot implicar el matrimoni, i va classificar Keiko com el setè millor personatge recurrent de tot Star Trek. SyFy la va descriure com a "fascinant", classificant-la entre els 21 personatges secundaris més interessants de la franquícia.
In 2020, ScreenRant va suggerir que Keiko i Miles farien una bona sèrie derivada.